# Роуз, Габриэль
Габриэ́ль Ро́уз (англ. Gabrielle Rose; 1954, Канада) — канадская актриса.

## Личная жизнь
Габриэль замужем за актёром и музыкантом Хротгаром Мэттьюз, от которого у неё есть сын — Лиам Мэттьюз.

## Избранная фильмография
| Год       |   | Русское название             | Оригинальное название          | Роль            |
| --------- | - | ---------------------------- | ------------------------------ | --------------- |
| 1993—1994 | с | Секретные материалы          | The X-Files                    | Анита Будахас   |
| 1997      | с | Полтергейст: Наследие        | Poltergeist: The Legacy        | Эстер           |
| 1997      | с | Часовой                      | The Sentinel                   | Эмили Уотсон    |
| 2006      | ф | Секс в другом городе         | The L Word                     | Кэрол           |
| 2009      | ф | Тело Дженнифер               | Jennifer’s Body                | Мать Колин      |
| 2009      | ф | Запасное стекло              | What Goes Up                   | Миссис Бридиган |
| 2010—2012 | с | Грань                        | Fringe                         | Доктор Андерсон |
| 2011      | с | Р. Л. Стайн: Время призраков | R.L. Stine's The Haunting Hour | Кукольница      |
| 2011      | ф | Большой год                  | The Big Year                   | Мэри Свит       |
| 2011      | с | Шах и мат                    | Endgame                        | Линда           |
| 2011      | с | Однажды в сказке             | Once Upon a Time               | Рут             |
| 2014      | ф | Если я останусь              | If I Stay                      | Бабушка         |
| 2016      | ф | Моди                         | Maudie                         | тётя Ида        |
| 2025      | ф | Пункт назначения: Узы крови  | Final Destination Bloodlines   | Айрис Кэмпбелл  |